# Participio greco
Il participio nel sistema verbale del greco antico, ha una flessione particolare, rispetto alla coniugazione: esso si coniuga e si declina come un sostantivo, per la precisione come un aggettivo. Il participio si concorda in genere, numero e caso col sostantivo che compie o subisce l'azione, ma non perde mai il valore verbale, regge generalmente lo stesso caso del verbo di forma finita; esprime l'aspetto dell'azione consueto nei vari temi temporali.

## Caratteristiche
Il participio è forma aggettivale del verbo, può svolgere la funzione di verbo, di aggettivo o di nome, mantenendo sempre il valore verbale (participio sostantivato), con la capacità di reggere casi, di esprimere tempo e aspetto, tanto che non si coniuga, piuttosto si declina, nel genere maschile, femminile e neutro, sia nella forma attiva che passiva, nel numero e nel caso.

### Il participio nelle classi verbali in -ω e in -μι
Il participio attivo aggiunge al tema temporale i suffissi -ντ(-οντ, preceduti dalla vocale tematica che può essere un o, un ε, un α o anche un υ; tali suffissi si generano da un'alternanza indoeuropea *ent-/*-ont/*-nt/, il greco non sfrutta le forme prodotte dal timbro *ent, ad eccezione del dorico εντες da *σ-εντ-ες, con caduta di sigma iniziale di parola, mentre il suffisso -οντ ricorre solo nel participio presente dei temi atematici di εἰμί (ὤν, οὖσα, ὄν). Unica eccezione suffissale di participio è nel perfetto attivo, che ne presenta diversi, di cui si parlerà. Dal participio presente si può desumere la costruzione della maggior parte dei participi greci al presente e al futuro: nella ricostruzione dei fenomeni fonetici e morfologici, il maschile, il femminile e il neutro uscivano in *σ-οντ, *σ-οντ-jα e *σ-οντ.
Facendo l'esempio del verbo λύω (classe tematica dei verbi in ω), ha il participio presente in λῡ́ων, λῡ́ουσᾰ, λῦον. Per il maschile *λυ-σ-οντ si ricava la forma apofonico-asigmatica con la caduta di sigma intervocalico, conseguente ampliamento della vocale tematica in ω (solitamente l'accento sta su tale vocale, ma siccome in λύω è sulla vocale del radicale, che precede la vocale interessata da allungamento apofonico, nell'attivo l'accento rimane invariato, anche nel femminile e nel neutro, dove si limiterà semplicemente ad allungarsi in circonflesso); da caduta di sigma, e del τ perché in finale di parola, si ha:
- λυ-ω-ντ (caduta di τ)> λύων - maschile
- λυ-ο-ντ+jα: l'α breve è il suffisso tipico femminile del participio indoeuropeo, lo jod è aspirato, e avviene il fenomeno di assibilazione di j+τ= σ. Si ha λυονσα, con caduta di ν davanti al sigma, con allungamento di compenso di ο in ου> λύουσα (quando l'accento si trova nella vocale interessata dal fenomeno, l'accento acuto diventa sempre circonflesso, e quasi sempre nell'attivo, il participio femminile segue la prima declinazione dell'α impuro breve) - femminile
- Per il neutro si ha semplicemente la caduta di τ finale, e si allunga, nel caso di vocale breve, l'accento acuto in circonflesso, ma non sempre.

Desinenze del tutto diverse si hanno nei participi dei verbi atematici in -μι, ma anche per quelli che hanno temi particolari come διδο (δίδωμι, tema verbale δω-δο) e γνο (γιγνώσκω, tema verbale γνο-γνω), pur finendo con la desinenza arcaica in -μι.
- διδο-ντ-σ > διδούς, dalla caduta di ντ + allungamento di compenso; il participio femminile viene δῐδοῦσᾰ, dalla caduta di ντ e l'assibilazione di j, più allungamento di compenso, e dell'accento; il neutro viene δῐδόν

- γιγνωσκ-οντ > γιγνώσκων, solito fenomeno, con accento sull'ω della vocale tematica, che rimane sul posto perché non è sulla vocale di desinenza presso cui si verifica il fenomeno. Nell'aoristo invece con i temi raddoppiati quali δίδωμι e γιγνώσκω, si ha il participio usando semplicemente il tema verbale, più il fenomeno apofonico: δο-ντς > δούς (participio maschile attivo aoristo), e γνο-ντ-σ > γνούς.

Secondo questa legge fonetica, definita nel 1863 dallo studioso Hermann Grassmann, quando in una stessa parola due sillabe consecutive iniziano con aspirazione (spirito aspro, χ, φ, θ), normalmente la prima delle sue aspirazioni scompare in seguito a un fenomeno di dissimilazione. Di conseguenza nella prima delle due sillabe, in luogo della consonante aspirata comparirà la corrispondente muta e in luogo dello spirito aspro sarà presente quello dolce. Questo fenomeno determina esiti soprattutto nel verbo greco, nei verbi a raddoppiamento del presente, tipo τίθημι, che in origine si presume avessero la stessa consonante aspirata, sostituita poi da quella muta (*θιθη), e nel classico raddoppiamento del tempo perfetto e piuccheperfetto greco.
In θύω per il perfetto da *θέ-θυκα si avrà τέθυκα. Per i presenti raddoppiati e per i perfetti e piuccheperfetti, le corrispettive consonanti mute delle aspirate sono: τ > θ, π > φ-ψ, κ > ξ-χ
Inventata dallo studioso Hermann Osthoff (1847-1909), è un fenomeno che riguarda l'abbreviazione dei dittonghi lunghi e delle vocali lunghe in particolari contesti fonetici. Secondo la legge una vocale lunga si abbrevia davanti a una liquida (λ,ρ) o nasale seguita da altra consonante (*λυθήντες > λυθέντες nell'esempio di un participio), nell'esempio di un sostantivo il dittongo lungo si abbrevia, quando è seguito da una consonante o da sonante: *βωυς > βοῦς - questo termine della terza declinazione in precedenza nei casi e numeri aveva quasi tutti dittonghi lunghi, successivamente abbreviati per la legge; oppure *Ζηυς > Ζεύς).
Questa legge ha portato alla scomparsa di molti dittonghi lunghi, si cono conservati solo quelli che costituiscono le desinenze della flessione nominale. La legge di Osthoff, come detto, risponde al fenomeno della metatesi quantitativa tipica del dialetto ionico-attico, nel processo di rimodellamento dei termini e dell'alfabeto greco, per adattare a miglior suono le parole, nel trattare specifici incontri vocalici, per lo più i dittonghi lunghi, detti anche "impropri" in quanto esistono già vocali lunghe, nonché i dittonghi stessi dal valore chiuso, come -οι o -ει esistevano, già di per sé necessari al livello prosodico. Lo iato del dittongo improprio viene eliminato mediante l'inversione della quantità delle vocali contigue: la quantità lunga e il timbro aperto, dalla prima passa alla seconda vocale. L'accento rimane immutato dalla posizione originaria, ma quanto a natura può variare, da circonflesso potrebbe passare ad acuto o grave.
Nel participio aoristo III atematico di βαίνω, nell'indicativo, la legge di Osthoff si pratica a caduta avvenuta di -ντ, es: βα-ντ-ς > βᾶς per il nominativo maschile, ma per legge di Osthoff, l'α si riduce da lungo in breve, dunque > βάς
Quanto detto per la differenza delle desinenze dei verbi in -μι, concentrandoci sul participio presente, per i temi raddoppiati quali τίθημι e δίδωμι, per il primo (col tema verbale in θη e θε), il tema verbale θη si usa per le prime 3 persone dell'indicativo, lo stesso per il tema verbale δω di δίδωμι. Per la formazione del participio presente e aoristo attivi dei verbi in -μι (sempre valendo la regola che in aoristo il raddoppiamento del presente è rimosso, e vale solo il radicale o tema verbale + desinenza), si ha:
- Maschile, τιθε-ντ+ς > con lo stesso procedimento, mediante l'allungamento di compenso in dittongo si ha τιθείς-τιθέντος (gen. sing.)
- Femminile, τιθε-ντ+jα > τιθε-ν-σα lo j cade, c'è l'assibilazione, rimane ν intervocalico, che cade con allungamento di compenso della vocale, quindi > τιθεῖσᾰ - τιθείσης (gen. sing.)
- Neutro, τιθε-ντ > τιθέν con caduta del tau in finale di parola

Altre uscite del participio con tena in -οντ -εντ - αντ, esempio di δίδωμι - di importanza perché nel tema verbale διδο non si usa la vocale tematica tipica -ο, ma questa è già presente nel tema stesso, non si ottiene il participio apofonico, bensì sigmatico - tema del presente διδο - διδω e tema verbale è δο - δω:
- Maschile: διδο+ντ+ς > διδούς - cade ντ con allungamento della vocale in dittongo - gen sing. = διδόντος
- Femminile: διδο+ντ+jα - l'incontro di τ + j provoca sempre l'assibilazione in ς > διδο-ν-σα - caduta di ν davanti sigma e allungamento, quindi > διδοῦσᾰ
- Neutro: διδο+ντ > διδόν

Nell'aoristo attivo, il participio si rende alla stessa maniera, solo che manca il raddoppiamento -δι.
Per temi verbali doppi, come nel caso di φαίνω, con tema verbale φη (anche questo tema viene usato per le prime 3 persone singolari dell'indicativo)-φα, si ha per il presente:
- Maschile: φα-ντ+ς > φάς con l'α lungo
- Femminile: φα-ντ+jα > φᾶσᾰ
- Neutro: φα-ντ > φάν

Participio aoristo
Per i verbi con raddoppiamento al presente, per i temi con vocale tematica -ο si ha la stessa realizzazione del presente senza raddoppiamento iniziale, con i verbi in -μι si parte dal tema verbale θε di τίθημι e si ottiene:
- Maschile: θε-ντ+ς > θείς
- Femminile: θε-ντ+jα > θεῖσᾰ
- Neutro: θε-ντ > θέν

Per i temi verbali in -ωil participio aoristo attivo si ottiene, sempre nell'esempio di λύω che ha l'aoristo I sigmatico:
- Maschile: λυ+σ+ᾱα+ντ+ς - con caduta di ντ l'α tematica tipica dell'aoristo sigmatico si allunga in ᾱ́, e dunque > λύσας - λύσαντος
- Femminile: λυ+σα+ντ+jα - l'unione di ντ con j, crea l'assibilazione, caduta del gruppo > λυσα-ν-σα - ν davanti a sigma cade e provoca l'allungamento di compenso - l'accento rimane sulla vocale debole del radicale perché interessata dal fenomeno è la vocale α, dunque > λύσᾱ́σα - λύσασης
- Neutro: λυ+σα+ντ - cadendo solo il tau finale, l'α rimane breve perché non interessata da fenomeni, quindi > λύςαν

Il tema verbale di βαίνώ è βαν, usato per l'aoristo anziché al presente βαι, ché il participio viene βαίνων - βάινουσα - βαίνον:
- Maschile:
- βαν+ντ+ς - semplificazione in un solo ν, che poi unito al gruppo ντ cade con allungamento di compenso > βάς - βάντος
- Femminile: βα+ντ+jα > βᾶσᾰ - βάσης
- Neutro: βα+ντ > βάν

## Formazione del participio

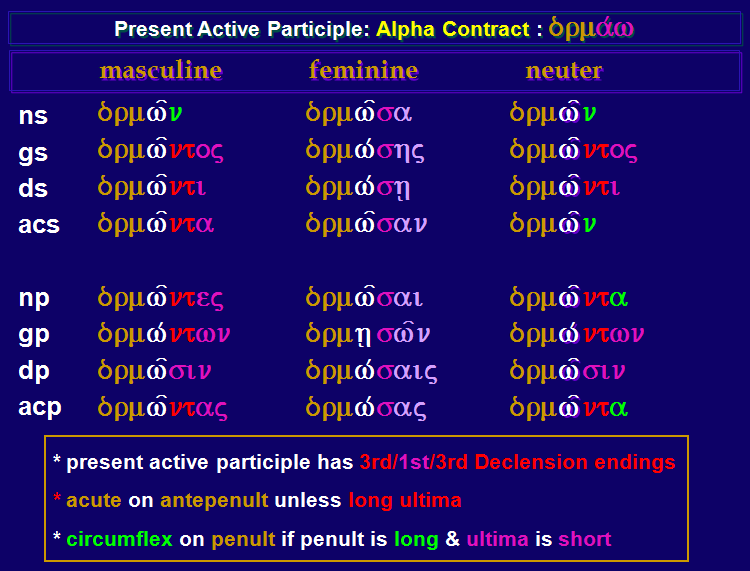
Tabella del participio presente attivo di ὀρμάω

Il participio attivo, eccettuato il perfetto, è caratterizzato dal suffisso -ντ- (femminile -ντ+j) e si aggiunge ai temi temporali dei tre generi maschile, femminile e neutro + la relativa desinenza del caso e numero, salvo poi cadere provocando l'allungamento di compenso della vocale tematica. Nei temi temporali tematici (presenti, futuro, aoristo II forte) il suffisso si aggiunge al tema del verbo tramite la vocale tematica -ε-/ο-. Poiché è -ο- quando il suffisso inizia per nasale, il tema temporale del participio esce sempre in -οντ; la terminazione del nominativo singolare del participio è-ων, ουσα, ον (da *οντ, *οντjα, *οντ).
Nei temi temporali atematici (presenti atematici, aoristo I debole e III fortissimo, e aoristo passivo), il suffisso -ντ si aggiunge direttamente al tema temporale, mancando esso di vocale tematica: il nominativo maschile singolare è sigmatico, la vocale finale del tema, con la caduta di -ντ, davanti a sigma, subisce l'allungamento di compenso. Se la vocale del tema temporale è -ο (presenti atematici, aoristo III) la terminazione del participio è -ους, ουσα, ον (raramente ουν al neutro). Se la vocale finale del tema è -α (presenti atematici, aoristo I, aoristo III) nei verbi in -μι, la terminazione è -ας, ασα, αν. Se la vocale finale del tema è -ε, la terminazione è -εις, εισα, εν. Se la vocale del tema è -υ, la terminazione viene -υς, υσα (e non ουσα), υν.
Il participio attivo si declina sempre per il maschile e neutro, secondo la III declinazione, per il femminile secondo la I declinazione femminile dell'α impuro breve.
Il participio passivo (o mediopassivo in questo caso), si forma nella stessa maniera sia per i verbi tematici che atematici, ad eccezione dell'aoristo passivo, mentre per il futuro passivo si usano le desinenze qui sotto riportate, precedute dal suffisso caratteristico -θη, eccettuati casi particolari di caduta di questo, fenomeno che può avvenire anche nell'aoristo passivo per contrazione. Il maschile e il neutro si formano con il radicale -μεν + i termini desinenziali della II declinazione, per il femminile invece lo stesso radicale + le desinenze della I declinazione femminile in α impuro lungo.
- M -μενος
- F -μένη
- N -μενον

Il participio perfetto è un caso a parte, ricorre al doppio suffisso -οτ-/-οσ (dall'originale *ϝοτ/*-ϝοσ-); il suffisso -οτ forma tutta la declinazione del maschile e del neutro, facendo rimanere sempre l'accento sull'ο, mentre dal suffisso -οσ derivano il nominativo allungato in -ως, e il nominativo neutro in puro tema -ος. Il femminile attivo si è formato dal grado zero del suffisso *ϝσ- > -υσ, con aggiunta del suffisso femminile -jα tipico del participio attivo greco. Con la trasformazione in u del digamma, e successiva caduta di sigma e vocalizzazione di j, si ha il suffisso + desinenza del nominativo femminile singolar in -υια con allungamento dell'accento in circonflesso. La declinazione segue l'alfa puro lungo della I femminile.
Naturalmente è inutile dire che, ad eccezione del perfetto raddoppiato sia attivo che passivo, anche il participio come il congiuntivo, l'ottativo e l'imperativo non ha l'aumento nella coniugazione.
Per la forma passiva del participio perfetto, esso segue sempre la terminazione -μενος-ενη-ενον, solo che ha la caratteristica di avere l'accento fissato sulla vocale dopo il -μ.
Ecco degli esempi di participio, quello tematico presente attivo e passivo di γράφω, e l'atematico di τίθημι.
N.B.: sia nella declinazione sia nella coniugazione dei verbi occorre ricordarsi sempre delle leggi dei tre tempi riguardo l'accento, soprattutto per quanto concerne il cambiamento di timbro vocalico nelle apofonie, o nelle contrazioni dei verbi contratti.

## Participio nel presente (verbi tematici)
Formazione tematica del presente (attiva e media)
Nei verbi tematici, queste desinenze sono usate anche nel participio futuro attivo.
Singolare
- Maschile
  - N: γράφων - όμενος
  - G: γράφοντος - ομένου
  - D: γράφοντι -ομένῳ
  - A: γράφοντα -όμενον
  - V: γράφον (puro tema) -όμενε

- Femminile
  - N: γράφουσα - ομένη
  - G: γραφούσης -ομένης
  - D: γραφούσῃ -ομένῃ
  - A: γράφουσαν -ομένην
  - V: γράφουσα -ομένη

- Neutro
  - N: γράφον -όμενον
  - G: γράφοντος -ομένης
  - D: γράφοντι -ομένῃ
  - A: γράφον -όμενον
  - V: γράφον -όμενον

Duale
- Maschile (il duale è uguale sia al maschile che al neutro)
  - N.A.V.: γράφοντε -ομένε
  - G.D.: γραφόντοιν -ομένοιν

- Femminile
  - N.A.V.: γραφούσα -ομένα
  - G.D.: γραφούσαιν -ομέναιν

Plurale
- Maschile
  - N: γράφοντες -όμενοι (οι è breve)
  - G: γραφώντων -ομένων
  - D: γράφουσι -ομένοις
  - A: γράφοντας -ομένους
  - V: γράφοντες -όμενοι

- Femminile
  - N: γράφουσαι - όμεναι
  - G: γραφουσῶν (tipicità della I declinazione, di avere il circonflesso sempre nella stessa posizione nel genitivo plurale) -ομενῶν
  - D: γραφούσις -ομέναις
  - A: γραφούσας -ομένας
  - V: γράφουσαι -όμεναι

- Neutro
  - N: γράφοντα -όμενα
  - G: γραφώντων -ομένων
  - D: γράφουσι -ομένοις
  - A: γράφοντα -όμενα
  - V: γράφοντα -όμενα

## Participio presente atematico
Formazione atematica del presente (attiva e media)
Nei temi temporali atematici (presenti atematici, aoristo I debole e III fortissimo, e aoristo passivo), il suffisso -ντ si aggiunge direttamente al tema temporale, mancando esso di vocale tematica: il nominativo maschile singolare è sigmatico, la vocale finale del tema, con la caduta di -ντ, davanti a sigma, subisce l'allungamento di compenso. Se la vocale del tema temporale è -ο (presenti atematici, aoristo III) la terminazione del participio è -ους, ουσα, ον (raramente ουν al neutro). Se la vocale finale del tema è -α (presenti atematici, aoristo I, aoristo III) nei verbi in -μι, la terminazione è -ας, ασα, αν. Se la vocale finale del tema è -ε, la terminazione è -εις, εισα, εν. Se la vocale del tema è -υ, la terminazione viene -υς, υσα (e non ουσα), υν.
Conoscendo queste regole, si prenderà l'esempio del participio uscente in -ει (esempio di verbi come τίθημι), e si vedranno solo le desinenze, che cambiano di vocale in base alla terminazione degli stessi atematici:
Attivo e medio (maschile, femminile, neutro)
Per abbreviare il procedimento, si inseriranno solo le tre desinenze di ciascun genere, caso e numero, la diatesi attiva sarà inframmezzata dalla passiva mediante la /. Queste desinenze sono usate anche nella forma passiva dell'aoristo e del futuro: nell'esempio dell'aoristo passivo di λύω = λυθείς, λυθεῖσα, λυθέν, come si vede si usano le desinenze dell'attivo.

## Participio nel futuro
Nel futuro passivo si usano le desinenze del presente mediopassivo. Nel caso di λύω , avente il TV in -o, viene: λυθησόμενος, λυθησομένη, λυθησόμενον. In caso di verbo atematico, il futuro passivo ha soltanto la desinenza mediopassiva che segue la radice.
- Singolare
  - N: -έις - εῖσα -έν / -έμενος - εμένη - έμενον
  - G -έντος - είσης - έντος / -εμένου - εμένης - εμένου
  - D -έντι - είσῃ - έντι / -εμένῳ - εμένῃ - εμένῳ
  - A -έντα - εῖσαν - έν / - έμενον -εμένην - έμενον
  - V -έις - εῖσα -έν / -έμενε - εμένη - έμενον

- Duale
  - N.A.V.: -έντε -είσα - έντε / -εμένω - εμένα -εμένω
  - G.D.: -έντοιν - είσαιν -έντοιν / -εμένοιν - εμέναιν -εμένοιν

- Plurale
  - N: -έντες - εῖσαι - εντα / -έμενοι - εμέναι - έμενα
  - G: -έντων - εισῶν - έντων / -εμένων - εμενῶν - εμένων
  - D: -εῖσι - είσαις -εῖσι / -εμένοις - εμέναις - εμένοις
  - A: -έντας - είσας -έντας / -εμένους - εμένας - έμενα
  - V: -έντες - εῖσαι -έντες / -έμενοι - εμέναι - έμενα

## Participio del perfetto
Il participio del perfetto si distingue dai participi del presente/futuro e dell'aoristo: esso ricorre al doppio suffisso -oτ-/οσ- (da *ϝoτ-/*ϝοσ-, con successiva caduta di digamma). Il suffisso - oτ forma tutta la declinazione del maschile e del neutro (genitivo singolare maschile e neutro è λελυκότος, da λύω), mentre dal suffisso -oσ- derivano il nominativo singolare maschile λελυκώς con allungamento della vocale tematica, e il nominativo neutro, che al singolare viene in λελυκός.
Il femminile si è formato dal grado zero del suffisso *-ϝσ- > -υσ- con aggiunta del suffisso femminile -jα: λελυκυῖα < *λελυκυ + σ + jα < *λελυκ + ϝσ + jα. La declinazione segue quella della prima declinazione greca, in α puro.
I participi mediopassivi del perfetto, sia tematici che atematici, hanno sempre il suffisso -μενο + desinenza (maschile e neutro) e -μενα con l'alfa lungo per il femminile + desinenza; seguono dunque la declinazione di un aggettivo della prima classe a tre uscite: -μενος, -μένα, -μένον.

## Uso del participio nella sintassi
Nelle proposizioni coordinate, subordinate, ma anche principali, il participio "partecipa" delle proprietà del nome e del verbo, è declinabile in genere, numero e caso come un aggettivo, usando l'infisso εντ - οντ - υντ - αντ; può reggere casi, esprimere tempo e diatesi come un verbo. Può unirsi a un altro verbo senza impiego di congiunzioni, completando la frase con formazioni essenziali o accessorie. Del participio sono le categorie del "nominale" o sostantivato, preceduto dall'articolo, quello col valore verbale (appositivo), il circostanziale avverbiale e il participio predicativo. Il participio appositivo che non è mai preceduto dall'articolo, funge da apposizione di un sostantivo e si distingue ulteriormente in participio congiunto e assoluto. La funzione nominale avviene quando esso non è accompagnato da sostantivi, ed è preceduto dall'articolo, mantiene il suo valore verbale perché regge i casi voluti dal verbo che lo ha generato. Il participio dato che è un aggettivo, può essere anche "attributivo", se si riferisce a un sostantivo con cui concorda in genere, caso e numero, determinandone una qualità o una condizione permanente, che lo distingue da altri sostantivi.
Il participio è di solito in posizione attributiva, preceduto dall'articolo e seguito dal sostantivo. in italiano si può rendere con una proposizione relativa. La funzione verbale del participio riguarda l'esprimere un'azione, un avvenimento in relazione al verbo reggente, può far parte della proposizione come predicativo del soggetto o del complemento, oppure ne é staccato come una proposizione secondaria, preceduto da ώς. Il participio appositivo circostanziale avverbiale attribuisce al sostantivo cui si unisce, una qualità secondaria o accessoria. Si distinguono due usi, il congiunto e l'assoluto: il primo è concordato in genere, caso e numero con un termine della proposizione, e svolge la funzione di una subordinata circostanziale, che può avere valore temporale causale, concessivo, avversativo, e in italiano si rende con un gerundio o una proposizione subordinata esplicita o una relativa; il participio assoluto si esprime col "genitivo assoluto", e concorda in caso, genere e numero (appunto il genitivo) col sostantivo, e può tradursi sempre al gerundio o con una proposizione. Il participio temporale può tradursi con un gerundio o una proposizione, il participio strumentale o di circostanza esprime un legame col verbo reggente, con un valore che non si può sempre tradurre al gerundio.
Il congiunto causale può essere preceduto da ώς, esprime anche intenzione, o apparenza opposta alla realtà, cioè causa addotta come pretesto, e viene reso in italiano con "come se"; il participio con causa oggettiva invece è preceduto in greco dalle congiunzioni άτε όιον ώστε. Il congiunto concessivo è spesso preannunciato da μέντοι o accompagnato da congiunzioni, ha affinità con l'avversativo. Il participi congiunto ipotetico o suppositivo di frequente rende la protasi di un periodo ipotetico; infine il participio ha valore finale quando esprime l'intenzione di compiere un'azione, è preceduto da ώς quando ha valore soggettivo, a volte corrisponde alla causale soggettiva o alla comparativa ipotetica del futuro ("non siamo giunti con l'intenzione di far guerra al re").
Il participio è anche predicativo, del soggetto, dell'oggetto. Per il primo caso si accompagna a verbi che esprimono un modo di essere, in italiano lo si può rendere come un verbo reggente, per altri la resa è data con avverbi e locuzioni avverbiali. I verbi possono essere anche di evidenza o apparenza, esso è retto anche da verbi o costrutti di percezione intellettiva. Il predicativo dell'oggetto invece si trova nelle categoria dei verbi d'affetto, dei dichiarativi, dei verba impediendi et recusandi e in quelli di percezione; il predicativo è retto dai reggenti, sono espressi in forma passiva; per l'espressione "sono consapevole di" può presentare il participio predicativo al nominativo o concordato col dativo del pronome riflessivo; per i verba dicendi et declarandi è di rilievo la costruzione tra la principale e l'infinitiva. Infine, il participio con la particella άν può avere valore modale, acquista la funzione dell'ottativo potenziale o dell'indicativo irreale.
Formazione:
- Participio attributivo: svolge la funzione di aggettivo rispetto a un sostantivo, per cui è anteposto, ma viene preceduto dall'articolo: αἱ πόλεις αἱ δημοκρατούμεναι (le città democratiche - le città che sono democratiche). Questo participio si può rendere con un aggettivo, con un participio o con una relativa.

- Participio appositivo: detto anche avverbiale, precisa una circostanza in aggiunta a quanto detto nella proposizione sovraordinata; può concordare sintatticamente col soggetto o un complemento nella reggente, in tal caso è un participio congiunto, oppure essere sintatticamente autonomo o avere un collegamento logico con la principale, per questo si dice participio assoluto, distinto nei vari casi.

- Participio congiunto: non è mai preceduto dall'articolo, è strettamente collegato col termine della principale; solo se si riferisce al soggetto della proposizione principale, può essere reso con un gerundio in italiano. Equivale alle seguenti proposizioni:
  - temporale: il participio è spesso accompagnato da avverbi di tempo come ἅμα, εὐθύς, μεταξύ - Τῶν τοῦ ὑπάτου ἐπῶν ἀκουσαντες οἱ πολῖται ἀπῆλθον (Quando ebbero ascoltato le parole del console, i cittadini si allontanarono).

- - causale: se il participio è preceduto da ὡς indica una causa soggettiva, che può essere messa in evidenza da espressioni come "pensando che - col pretesto di", se invece è preceduto da ἄτε, οἶον, esprime la causa oggettiva: Ό στρατηγός διήρπαζε τήν χώραν ἄτε πολεμίαν οὖσαν (Il generale saccheggiava la regione perché era nemica)

- concessiva: si usa il participio normale concordato col soggetto + avverbi e preposizioni della proposizione concessiva, come οὐκ

- ipotetica: si usa il participio che concorda con il soggetto + εἰ del periodo ipotetico

- - finale: il participio concorda col soggetto della principale, e ha valore finale.

- - strumentale: concorda col soggetto, nel caso, genere e numero, se si tratta di un neutro, come τί, si concorda nel neutro e nel caso relativo e numero.

- Participio assoluto: è a parte nella frase, e non ha collegamenti sintattici con la proposizione principale, per questo come l'ablativo assoluto del latino, è detto "sciolto", a parte: si caratterizza nel genitivo, accusativo e nominativo assoluto.
  - Genitivo assoluto: nel costrutto il soggetto e predicato sono posti in caso genitivo, e non sono per forza collegati l'uno all'altro nella struttura sintattica, e concordano in numero: il soggetto può essere un sostantivo, un aggettivo o un pronome, il predicato è sempre un participio, tale participio non viene mai preceduto da articolo, ma solo il sostantivo. Si può rendere in italiano in varie maniere, con valore causale, temporale, oppure usando il participio passato se l'azione riguarda il passato, oppure per il presente o il futuro, il gerundio. Ἡρπασμένης τῆς χώρας, οἱ πολίται ἐπί τούς πολεμίους ἐπορεύοντο (Poiché il territorio era saccheggiato, i cittadini marciarono contro i nemici).
Se il genitivo assoluto ha due participi, quello preceduto dall'articolo ha valore sostantivato.

- - Accusativo assoluto: costruito da un solo participio, nel caso accusativo, sostanzialmente riguarda il genere neutro, e ha come soggetto un infinito, e viene reso come proposizione concessiva, ma si possono rendere anche al gerundio: Κατακείμεθα, ὥσπερ ἐξόν ἡσυχίαν (Siamo incerti, come se fosse lecito il fatto di starsene tranquilli). I verbi degli accusativi assoluti sono di frequente: ἐξόν (essendo lecito), παρόν (pur essendo possibile che), δεόν (essendo necessario), δόξαν o δεδογμένον (essendo deciso - essendo stato deciso).

- - Nominativo assoluto: è un costrutto in cui il soggetto e il participio sono posti al caso nominativo, ma non hanno un collegamento sintattico con la principale che ha un soggetto a parte, come per il genitivo assoluto. Άποβλέψας πρός τόν στόλον ἔδοξέ μοι πάγκαλος (Quando io guardai verso l'esercito, mi sembrò bellissimo).

- Participio predicativo: detto anche complementare, completa un verbo che da solo non ha un significato compiuto, può avere valore di complemento predicativo del soggetto se si riferisce al soggetto della principale, o di predicativo dell'oggetto o di altri complementi della principale. Si forma con particolari verbi divisi nelle categorie di:
- modo di essere: τυγκάνω, λαγκάνω, λανθάνω, φθάνω, φαίνομαι: Οἱ Άθηναῖοι φθάνουσι τούς Πέρσας ἐπί τήν γέφυραν ἀφικνούμενοι (Gli Ateniesi arrivarono al ponte prima dei Persiani).

- verbi di "iniziare - continuare - smettere - finire": ἄρχομαι, διάγω, διατελέω, λήγω

- - verbi di sentimento e stati d'animo: αἰσχύνομαι, χαίρω, χαλεπῶς φέρω

- - percezioni e sensazioni: γιγνώσκω, μέμνημαι, ἀκούω

- - modo di agire - condizione di superiorità o inferiorità: ἀδικέω, κακῶς ποιέω, κρατέω, νικάω.

Il participio predicativo ha alcune espressioni personali, costituite dal verbo εἰμί + aggettivo, anteposto o anche posposto, che in italiano si rendono in forma impersonale (è chiaro che io - era evidente che - è giusto che...).